# Židovský hřbitov v Chomutově
Židovský hřbitov v Chomutově se nachází v jižní části města Chomutov u ulice Beethovenova. Založen byl v roce 1892 (do té doby využívala místní komunita židovský hřbitov v Údlicích) a rozkládá se na celkové ploše 3000 m2. V minulosti stávala v areálu hřbitova pohřební synagoga (postavena v historizujícím slohu) a dům správce hřbitova, na jehož místě je dnes parkoviště. V rámci akce Z byly obě polorozpadlé budovy v letech 1986 až 1987 strženy, náhrobní kameny odvezeny, hřbitov byl zavezen ornicí a došlo k jeho přeměně na pietní park. Nově vzniklý park, ohrazený cihlovou zdí, byl otevřen v roce 1987. V důsledku zvýšené koncentrace sociopatologických jevů (uživatelé drog) však byl park uzamčen. V roce 2008 byl slavnostně znovuotevřen a jeho součástí je pamětní deska a pomník, připomínající chomutovskou židovskou komunitu.